# Bracon pseudobracon
Bracon pseudobracon är en stekelart som först beskrevs av Szepligeti 1904.  Bracon pseudobracon ingår i släktet Bracon och familjen bracksteklar. Inga underarter finns listade.